# Африканское подцарство
Африканское подцарство — подцарство во флористическом районировании в биогеографии. Входит в Палеотропическое царство. Включает в себя большую часть Африканского континента, тропические пустыни Аравийского полуострова, тропичесике пустыни Ирана, Пакистана и северо-Западной Индии. В растительном покрове представлены как влажные, так и ксерофильные тропические леса, тропические редколесья, саванны, пустыни.
Подцарство подразделяется на области:
- 1. Судано-Замбезийская
- 2. Гвинео-Конголезская
- 3. Карру-Намиб
- 4. Остров Св. Елены и Вознесения

(См. Флористическое районирование)